# Колтовой, Александр Алексеевич
Алекса́ндр Алексе́евич Колтово́й (30 мая 1979, Москва — 7 ноября 2020, Люберецкий район, Московская область) — российский телеведущий, участник телепроекта «За стеклом».

## Биография
Родился 30 мая 1979 года в Москве в семье инженера-конструктора и микробиолога. Учился в Лицее информационных технологий (ЛИТ № 1533) в Москве, откуда выпустился в 1996 году.
В 2001 году окончил Российский государственный университет нефти и газа имени И. М. Губкина по специальности «Геофизика».

### Телекарьера
В 2001 году принял участие в первом российском реалити-шоу «За стеклом».
Покинув проект, с декабря 2001 по январь 2002 года был соведущим программы Константина Мошкова «Сеть» на ТВ-6, а с июня 2002 по март 2003 года вёл «Паутину» в утреннем эфире на ТВС (возникшем вместо ТВ-6). С 2003 по 2004 год вёл программу «В паутине», которая затем сменила название на «Мышеловка», в утреннем эфире телеканала НТВ (проект бывшего творческого коллектива программ «Сеть» и «Паутина»).
После закрытия последней программы Колтовой окончил школу телевизионной журналистики «Интерньюс» Мананы Асламазян и с 2004 года параллельно начал работать в научно-популярном издании «Что нового в науке и технике», в котором позже стал главным редактором. Публиковался в журнале «Вокруг света».
С 2007 по 2012 год работал редактором познавательно-развлекательной программы «Галилео» (СТС).
С 2012 по 2015 год был ведущим программ «Технологии спорта. Секреты рекордов» и «На пределе» на телеканале производства ВГТРК «Наука 2.0». С 6 сентября 2015 по 18 ноября 2017 года работал на телеканале «Москва 24» ведущим программы «Безопасность».
В 2018 году вернулся на НТВ. Со 2 апреля 2018 по 10 декабря 2020 года — ведущий ток-шоу «ДНК». С 30 августа по 16 ноября 2020 года — соведущий Леры Кудрявцевой в ток-шоу «Звёзды сошлись» (вместо Оскара Кучеры). После гибели Александра Колтового новой ведущей ток-шоу «ДНК» стала актриса Анна Казючиц.
Летом 2020 года отснял первый материал для двух выпусков проекта «Лётная школа» для телеканала «Техно 24», который впоследствии был опубликован в интернете.

### Гибель
Погиб вместе с 33-летней Натальей Климовой, заместителем директора отделения банка, 7 ноября 2020 года при крушении частного легкомоторного самолёта «Piper Sport» (RA-1381G) в районе посёлка Чкалово Люберецкого района Московской области. По данным МЧС России, самолёт совершил аварийную посадку с неисправным двигателем.
Самолёт совершал полёт с аэродрома «Мячково» в город Рыбинск. По воспоминаниям друзей и коллег, Колтовой увлекался пилотированием, окончил лётную школу и получил права на управление легкомоторным самолётом.
Специалисты выяснили, что в момент падения винт самолёта не работал. Масляный бак самолёта был пуст, также известно, что Колтовой сам заправил самолёт перед вылетом, и мотор завёлся не с первого раза.
Прощание состоялось 14 ноября 2020 года. Кремирован в Николо-Архангельском крематории под песню Фрэнка Синатры «My Way». Прах захоронен в колумбарии на Хованском кладбище.

## Семья
Колтовой был женат два раза.
- Первая жена — Надежда Русс (род. 1977), стилист[34] и художник по костюмам, с которой он познакомился во время участия в шоу «За стеклом»[13][35], детей в браке не было[36].
- Вторая жена — Алина, в браке с которой появилась дочь[37].

## Общественная позиция
В марте 2009 года подписал открытое письмо-обращение в защиту и поддержку освобождения юриста нефтяной компании ЮКОС Светланы Бахминой.